# Brian Howe (homme politique)
Pour les articles homonymes, voir Brian Howe.
Brian Leslie Howe est un homme politique travailliste australien né le 23 janvier 1936 à Melbourne.

## Biographie
Brian Howe grandit dans le quartier de Malvern. Il étudie à l'université de Melbourne, puis passe deux ans aux États-Unis pour étudier la théologie à Chicago avant de rentrer en Australie. Il devient pasteur pour l'Église méthodiste d'Australasie et l'Église unifiée d'Australie.
En 1977, Howe se présente aux élections législatives pour le Parti travailliste dans la circonscription de Batman, au nord de Melbourne. Il arrache de haute lutte la nomination du parti au détriment du député sortant Horrie Garrick, et il est élu à la Chambre des représentants. Il occupe des postes ministériels mineurs au sein des gouvernements Bob Hawke (1983-1991), puis devient vice-premier ministre lorsque Paul Keating remplace Hawke à la tête du gouvernement en 1991.
Brian Howe démissionne du poste de vice-premier ministre en juin 1995 et ne se présente pas à sa succession aux élections législatives de 1996. Il est fait membre de l'Ordre d'Australie en 2001, puis y est élevé au rang d'officier en 2008.